# Federación Internacional de Motociclismo
La Federación Internacional de Motociclismo (FIM, nombre original en francés: Fédération Internationale de Motocyclisme) es el órgano gobernante global de las competiciones de motociclismo. Representa a 121 federaciones nacionales de motociclismo que están divididas en seis regiones continentales.
Dentro de la FIM hay siete disciplinas que suponen 34 campeonatos del mundo y otros títulos: velocidad, motocross y supermoto,supermoto, trial, enduro, y track racing que combina el grasstrack (carreras sobre hierba) y el speedway, y e-bike. La FIM también está involucrada en otras actividades no competitivas para la promoción de este deporte, su seguridad y otras actividades públicas relacionadas.

## Historia
La FIM se creó a partir de la Fédération Internationale des Clubs Motocyclistes (FICM, Federación Internacional de Clubes de Motociclismo), que se fundó en París, Francia, el 21 de diciembre de 1904. Las asociaciones fundadoras venían de 6 países: Alemania, Austria, Bélgica, Dinamarca, Francia y el Reino Unido. El Auto-Cycle Union (ACU) del Reino Unido fue uno de los miembros fundadores. En 1906, la FICM se disolvió, pero fue refundada en 1912, pero ahora con su sede en Inglaterra. Los Seis Días Internacionales de Enduro se celebraron al año siguiente, y fue el primer evento internacional celebrado por la nueva Federación.

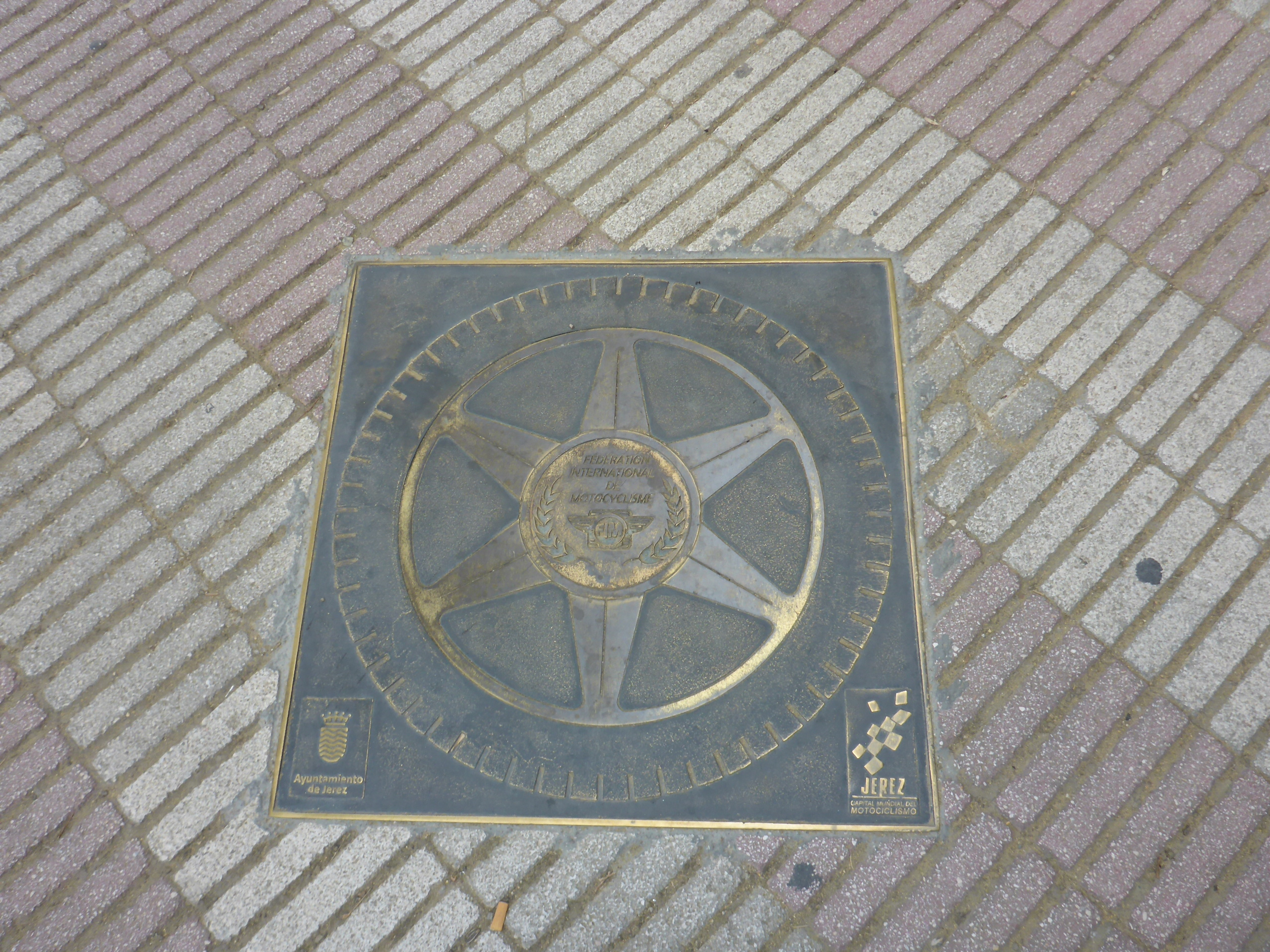
Estrella en el Paseo de la Fama de Jerez

El nombre fue cambiado a Fédération Internationale Motocycliste (FIM) en 1949, el mismo año en que se celebró la primera edición del ya célebre Campeonato del Mundo de Motociclismo. La sede se trasladó a Ginebra (Suiza) en 1959.
En 1994 la sede se trasladó de nuevo, ahora a Mies (Suiza), ocupando su propio edificio por primera vez, con un diseño recordando a una motocicleta. El nombre fue cambiado otra vez en 1998, pasándose a denominar Fédération Internationale de Motocyclisme tal como se decidió en el congreso celebrado en Ciudad del Cabo, Sudáfrica. El mismo año, el Comité Olímpico Internacional reconoció provisionalmente a la FIM, alcanzando el total reconocimiento en 2000 en los Juegos Olímpicos de Sídney (Australia).
En 2004 se celebró su centenario durante el congreso de París en el mes de octubre. En 2006 el venezolano Vito Ippolito fue el primer latinoamericano que ejerce la presidencia de la FIM.

## Autoridades
La organización está dirigida por un directorio compuesto por 13 miembros encabezada por el presidente Vito Ippolito de Venezuela y secundado por Nasser Khalilfa Al Atya de Catar

### Presidentes
| Presidente                    | Período       |
| ----------------------------- | ------------- |
| A. de Lahausse                | 1904–1905     |
| Joseph de Saint-Mars Mouzilly | 1905–1906     |
| Joseph de Saint-Mars Mouzilly | 1912          |
| Arthur Stanley                | 1912–1924     |
| Alberto Bonacossa             | 1924–1946     |
| Augustin Pérouse              | 1946–1947     |
| Marcel Haecker                | 1947–1951     |
| Augustin Pérouse              | 1951–1959     |
| Pieter Nortier                | 1959–1965     |
| Nicolas Rodil del Valle       | 1965–1983     |
| Nicolas Schmit                | 1983–1989     |
| Jos Vaessen                   | 1989–1995     |
| Francesco Zerbi               | 1995–2006     |
| Vito Ippolito                 | 2006-2019     |
| Jorge Viegas                  | 2019 (5 años) |

## Comisiones
Las Comisiones, incluidas las Comisiones Técnica, Médica y Judicial (ya no hay un Panel), se reúnen dos veces al año. Las Comisiones están presididas por un Director. La Mesa de cada Comisión está compuesta por el director, el Coordinador (sin derecho de voto) y los Miembros de la mesa. Los otros miembros de la Comisión son funcionarios o miembros expertos.
Las comisiones existentes sonː
Carreras (pista) - Motocross - Trial - Enduro - Rally Cross-Country - Track Racing - Técnico - Motociclismo Mujeres - Motociclismo de paseo - Asuntos públicos - Medio ambiente - Médico - Judicial.

## Eventos

### Actuales
La FIM actualmente regula los siguientes eventos:

#### Campeonatos y Copas mundiales
En negrita aparecen los Campeonatos Mundiales. 
| Competición                          | 1ª Temporada | Actual | Campeón vigente | Constructor campeón                                 | Equipo campeón                                                      |
| ------------------------------------ | ------------ | ------ | --- | --------------------------------------------------- | ------------------------------------------------------------------- |
| Campeonato Mundial de Sidecar        | 1949         | 2024   | Todd Ellis (2023) Emmanuelle Clement (2023)                                                                          | N/A                                                 | N/A                                                                 |
| Campeonato Mundial de MotoGP         | 1949         | 2024   | Francesco Bagnaia (2023)                                                                                             | Ducati (2023)                                       | Pramac Racing (2023)                                                |
| Campeonato Mundial de Moto2          | 2010         | 2024   | Pedro Acosta (2023)                                                                                                  | Kalex (2023)                                        | Red Bull KTM Ajo (2023)                                             |
| Campeonato Mundial de Moto3          | 2012         | 2024   | David Alonso (2024)                                                                                                  | KTM (2023)                                          | Liqui Moly Husqvarna Intact GP (2023)                               |
| Campeonato del Mundo de MotoE        | 2019         | 2024   | Héctor Garzó (2024)                                                                                                  | N/A                                                 | Dynavolt Intact GP MotoE (2024)                                     |
| Campeonato Mundial Femenino          | 2024         | 2024   | Ana Carrasco (2024)                                                                                                  | N/A                                                 | Evan Bros Racing Yamaha Team (2024)                                 |
| Campeonato Mundial de Superbikes     | 1988         | 2024   | Toprak Razgatlıoğlu (2024)                                                                                           | Ducati (2024)                                       | ARUBA.IT Racing - Ducati (2024)                                     |
| Campeonato Mundial de Supersport     | 1997         | 2024   | Adrián Huertas (2024)                                                                                                | Ducati (2024)                                       | Ten Kate Racing Yamaha (2024)                                       |
| Campeonato Mundial de Supersport 300 | 2017         | 2024   | Jeffrey Buis (2023)                                                                                                  | Kawasaki (2023)                                     | MTM Kawasaki (2023)                                                 |
| Campeonato Mundial de Resistencia    | 1980         | 2024   | N/A | Yamaha (2023) EWC Yamaha (2019-20) Superstock       | Yamaha Austria Racing Team (2023) EWC MOTO AIN (2019-20) Superstock |
| Campeonato Mundial de Motocross      | 1952         | 2024   | Jorge Prado (2024) MXGP Kay de Wolf (2024) MX2 Lotte Van Drunen (2024) WMX                                           | Honda (2024) MXGP Husqvarna (2024) MX2 ? (2024) WMX | N/A                                                                 |
| Campeonato Mundial de Enduro         | 1990         | 2024   | Josep García (2024) EnduroGP Josep García (2024) Enduro 1 Andrea Verona (2024) Enduro 2 Brad Freeman (2024) Enduro 3 | N/A                                                 | N/A                                                                 |
| Campeonato Mundial de Trial          | 1975         | 2024   | Toni Bou (2024) | ? (2024)                                            | N/A                                                                 |
| Campeonato Mundial de X-Trial        | 1993         | 2024   | Toni Bou (2023) | N/A                                                 | N/A                                                                 |
| Campeonato Mundial de Rally Raid     | 1999         | 2024   | Ross Branch (2024) Moto Manuel Andújar (2024) Quad                                                                   | Honda (2024) Moto Yamaha (2024) Quad                | N/A                                                                 |
| Campeonato Mundial Flat Track        | 2011         | 2024   | Ervin Krajčovič (2023)                                                                                               | N/A                                                 | N/A                                                                 |

En 2023, la FIM lanza la copa del mundo de carreras sobre arena. Esta competición cuenta con tres competiciones: el Enduropale en Le Touquet-Paris-Plage, por primera vez en Francia, el Enduro del Verano, en Argentina, y el Monte Gordo Beach Algarve en Portugal, en la localidad de Monte Gordo,  en diciembre en Portugal.

## Miembros

### Europa
- Unión Europea — Union Européenne de Motocyclisme
- Andorra — Federació Motociclista d'Andorra
- Austria — Oesterreichischer Automobil- Motorrad- und Touring Club
- Bielorrusia — Belarusian Federation of Motorcycle Sport and Bicycle Motocross Sport
- Bélgica — Fédération Motocycliste de Belgique
- Bosnia y Herzegovina — Bosanskohercegovački Auto-Moto Klub
- Bulgaria — Българска Федерация Мотоциклетизъм
- Croacia — Hrvatski Motociklisticki Savez
- Chipre — Κυπριακή Ομοσπονδία Μοτοσυκλέτας
- República Checa — Autoklub České republiky
- Dinamarca — Danmarks Motor Union
- Estonia — Eesti Mootorrattaspordi Föderatsioon
- Finlandia — Suomen Moottoriliitto r.y.
- Francia — Fédération Française de Motocyclisme
- Alemania — Deutscher Motor Sport Bund
- Grecia — Ελληνική Λέσχη Αυτοκινήτου και Περιηγήσεων
- Hungría — Magyar Motorsport Szövetség
- Islandia — Motorcycle and Snowmobile Sports Association of Iceland
- Irlanda — Motor Cycle Union of Ireland (incluida Irlanda del Norte)
- Italia — Federazione Motociclistica Italiana
- Letonia — Latvijas Motosporta Federācija
- Liechtenstein — Liechtensteiner Motorrad-Verband
- Lituania — Lithuanian Motorcycle Sport Federation
- Luxemburgo — Motor Union du Grand Duché de Luxembourg
- Mónaco — Moto Club de Mónaco
- Montenegro — Auto-moto Savez Crne Gore
- Países Bajos — Koninklijke Nederlandse Motorrijders Vereniging
- Noruega — Norges Motorsportforbund
- Polonia — Polski Związek Motorowy
- Rusia — Motorcycle Federation of Russia
- Eslovaquia — Slovenská Motocyklová Federácia
- Eslovenia - Avto-Moto Zveza Slovenije
- España — Real Federación Motoclista Española
- Suecia — Svenska Motorcykel- och Snöskoterförbundet
- Macedonia del Norte — Avto Moto Sojuz na Makedonija
- Suiza — Fédération Motocycliste Suisse
- Reino Unido — Auto-Cycle Union (excluida Irlanda del Norte)

### África
- Argelia — Fédération Algérienne des Sports Mécaniques
- Costa de Marfil — Fédération Ivoirienne de Sports Automobile et Motocyclisme
- Egipto — Automobile and Touring Club of Egypt
- Marruecos — Fédération Royale Marocaine de Motocyclisme
- Namibia — Namibia Motor Sport Federation

### Asia
- Baréin — Bahrain Motor Federation
- China — 中国摩托车运动协会网
- Hong Kong — Hong Kong Automobile Association
- India — The Federation of Motor Sports Clubs of India
- Indonesia — Ikatan Motor Indonesia
- Irán — Automobile & Motorcycle Federation of I.R. Iran
- Israel — Automobile & Touring Club of Israel
- Japón — Motorcycle Federation of Japan
- Kazajistán — Automotorsport Federation of the Republic of Kazakhstan
- Corea del Sur — Korea Motorcycle Federation
- Kuwait — Kuwait International Automobile Club
- Macao — Automovel Clube de Macau China
- Malasia — The Automobile Association of Malaysia
- Mongolia — Mongolian Automobile Motorcycle Sport’s Federation
- Taiwán — 中華賽車會

### América
- Canadá — Canadian Motorcycle Association
- México — Federación Mexicana de Motociclismo A.C.
- Estados Unidos — American Motorcyclist Association
- Honduras — Federación Nacional de Motociclismo de Honduras
- Guatemala — Federación Nacional de Motociclismo de Guatemala
- Costa Rica — Moto Club de Costa Rica
- Cuba — Federación Cubana de Motociclismo
- República Dominicana — Federación Dominicana de Motociclismo
- El Salvador — Federación Salvadoreña de Motociclismo
- México — Federación Mexicana de Motociclismo A.C.
- Nicaragua — Unión Nicaragüense de Motociclismo
- Panamá — Unión Panameña de Motociclismo
- Argentina — Confederación Argentina de Motociclismo Deportivo
- Bolivia — Confederación de Moto Clubes de Bolivia
- Brasil — Confederaçao Brasileira de Motociclismo
- Chile — Federación Deportiva de Motociclismo de Chile
- Colombia — Federación Colombiana de Motociclismo
- Ecuador — Federación Ecuatoriana de Motociclismo
- Paraguay — Federación Paraguaya de Motociclismo
- Perú — Federación Peruana de Motociclismo
- Uruguay - Federación Uruguaya de Motociclismo
- Venezuela - Federación Motociclista Venezolana

### Oceanía
- Australia — Motorcycling Australia
- Guam — Guam Motorcycle and ATV Corporation
- Nueva Zelanda — Motorcycling New Zealand Inc

## Ceremonias y recompensas
Al final de la temporada son organizados los premios FIM durante los cuales les campeones del mundo que representan las seis disciplinas (cursos en circuito, speedway, motocross, enduro, rallyes de cross-country y trial) reciben la medalla de oro. Las ediciones 2017 y 2018 tuvieron lugar en Andorra, fueron presentadas por Gavin Emmett, al que se reincorporó Sandy Heribert en 2018.